# Eugen von Schobert
Eugen Ritter von Schobert (13 de marzo de 1883, Wurzburgo, Baviera, Alemania - 12 de septiembre de 1941, en accidente aéreo en la Unión Soviética, al caer su avión en un campo de minas) fue un militar alemán, con grado de general, que participó tanto en la Primera Guerra Mundial como en la Segunda Guerra Mundial. Sirvió durante el Imperio alemán, la República de Weimar y el Tercer Reich.

## Primeros años
Nació el 13 de marzo de 1883 con el nombre de Eugen Schobert en Wurzburgo, en el Reino de Baviera, uno de los Estados que por esas fechas componían el Imperio alemán. Era hijo del comandante Karl Schobert y de Anna Michaely. Schobert entró en el Ejército Real bávaro en julio de 1902, sirviendo inicialmente en el 1.º Regimiento de Infantería bávaro "König", para luego iniciar un curso de aprendizaje como piloto, en 1911.

## Primera Guerra Mundial
Durante la Primera Guerra Mundial, Schobert sirvió como oficial de infantería bávaro durante toda la guerra en el Frente Occidental. Durante la Ofensiva de Primavera de 1918, mandó el 3.º Batallón del 1.º Regimiento de Infantería bávaro. Por sus acciones el 23 de marzo de 1918, cuando condujo personalmente a su batallón en el cruce de un canal cerca de Jussy a pesar de la férrea resistencia de las tropas del Ejército británico, se le concedió la Cruz de Caballero de la Orden Militar de Max Joseph. Se trataba de una de las más altas condecoraciones militares de Baviera, equiparable con la prusiana Pour le Mérite, y confería una patente de nobleza cuando su receptor era un plebeyo. A partir de entonces Eugen Schobert pasó a ser Eugen Ritter (Caballero) von Schobert.

## Posguerra
Finalizada la guerra, Schobert permaneció en la Reichswehr, el reducido ejército que se permitió a la República de Weimar por el Tratado de Versalles, que posteriormente pasaría a ser denominado Wehrmacht. Durante este tiempo, siguió ascendiendo de grado regularmente.
En 1921 contrajo matrimonio con Alice Rieder-Gollwitzer, con quien tuvo dos hijos y una hija.
Fue Inspector de Infantería entre diciembre de 1933 y septiembre de 1934, pasando luego a mandar la 17.ª División de Infantería y la 33.ª División de Infantería. Posteriormente tomó el mando del VII Cuerpo de Ejército (VII. Armeekorps) el 4 de febrero de 1938.

## Segunda Guerra Mundial

### Invasión de Polonia
En septiembre de 1939, Schobert mandó el VII Cuerpo de Ejército durante la invasión de Polonia en 1939, formando su Cuerpo parte de la reserva del Grupo de Ejércitos Sur.

### Batalla de Francia
En mayo-junio de 1940 su Cuerpo formó parte del XVI Ejército del general Ernst Busch, integrado a su vez en el Grupo de Ejércitos A. Participó en la invasión de Bélgica y Luxemburgo, así como en la batalla de Francia.
Fue condecorado con la Cruz de Caballero de la Cruz de Hierro por su mando del VII Cuerpo, destacándose la actuación del mismo en la apertura de una brecha en la Línea Maginot y en la toma de las ciudades de Nancy y Toul.
Eugen von Schobert permaneció al frente del VII Cuerpo durante los preparativos para una posible invasión de la isla de Gran Bretaña (Operación León Marino).

### Operación Barbarroja
En septiembre de 1940 se le concedió a Schobert el mando del XI Ejército, que quedó asignado al Grupo de Ejércitos Sur para la prevista Operación Barbarroja, la invasión de la Unión Soviética.
Durante las primeras operaciones de combate en el sur de la Unión Soviética, en la actual Ucrania, Schobert y su piloto resultaron muertos cuando su avión Fieseler Fi 156 Fieseler Storch se estrelló en un campo de minas soviético. Su hijo más joven, un piloto de caza, también resultaría muerto en combate durante la Segunda Guerra Mundial, cayendo en 1944.
| Predecesor:                                 | Comandante en jefe de la 17.ª División de Infantería septiembre de 1934 -                | Sucesor:                                            |
| Predecesor:                                 | Comandante en jefe de la 33.ª División de Infantería - febrero de 1938                   | Sucesor:                                            |
| Predecesor: Nueva creación                  | Comandante en jefe del VII Cuerpo de Ejército 4 de febrero de 1938 - 31 de enero de 1940 | Sucesor: Generaloberst Gotthard Heinrici            |
| Predecesor: Generaloberst Gotthard Heinrici | Comandante en jefe del VII Cuerpo de Ejército 9 de abril de 1940 - 24 de octubre de 1940 | Sucesor: General der Artillerie Wilhelm Fahrmbacher |
| Predecesor:                                 | Comandante en jefe del XI Ejército septiembre de 1940 - 12 de septiembre de 1941         | Sucesor: Erich von Manstein                         |